# General Paz (partido)
Pour les articles homonymes, voir Paz.
General Paz est un partido de la province de Buenos Aires fondé en 1864 dont la capitale est Ranchos.